# Бистшиця (Надвірна)
Спортивний клуб «Бистшиця» (Надвірна) або просто «Бистшиця» (пол. Klub Sportowy Bystrzyca Nadwórna)  — польський футбольний клуб з міста Надвірна Станиславівського воєводства (нині — Івано-Франківська область).

## Хронологія назв
- 1927—1939: Спортивний клуб «Бистшиця» (Надвірна) (пол. Klub Sportowy Bystrzyca Nadwórna)

## Історія
Спортивний клуб «Бистшиця» (Надвірна) був заснований у 1927 році. Протягом двох сезонів виступав у Станиславівській окружній лізі. У 1939 році після приходу радянських військ — розформований.